# Departementalreformen 1840
Departementalreformen 1840 var en genomgripande förändring inom den högre statsförvaltningen i Sverige, som beslutades genom grundlagsändring vid 1840–1841 års riksdag. De fyra statsexpeditionerna inom Kungl. Maj:ts kansli (krigs-, kammar-, ecklesiastik- samt handels- och finansexpeditionen), nedre justitierevisionen och Konungens kabinett för den utrikes brevväxlingen ombildades till sju statsdepartement: Justitiedepartementet, Utrikesdepartementet, Lantförsvarsdepartementet, Sjöförsvarsdepartementet, Civildepartementet, Finansdepartementet och Ecklesiastikdepartementet. Statssekreterarämbetena avskaffades och de sju departementen fick varsin statsrådsledamot som chef.  Statsråden och justitiestatsministern blev nu föredragande i konseljen för egna ärendeområden, vilket stärkte deras ställning jämfört med tidigare då de hade en allmänt rådgivande ställning och inte deltog i beredandet av ärenden. Vid departementalreformen avskaffades vidare hovkanslersämbetet och de bägge generaladjutantsposterna. Justitiekanslern hade före reformen varit chef för nedre justitierevisionen, men detta ämbetes innehavare fick nu andra ansvarsområden. Departementalreformen genomfördes den 16 maj 1840.